# Distretto di Butaleja
Il distretto di Butaleja è un distretto dell'Uganda, situato nella Regione orientale.